# Aléxisz Alexúdisz
Aléxisz Alexúdisz (görögül: Αλέξης Αλεξούδης; Flórina, 1972. június 20. –) görög válogatott labdarúgó.

## Pályafutása

### Klubcsapatban
1983 és 1990 között a Panelefsziniakósz, 1990 és 1994 között az ÓFI Kréta csapatában játszott. 1994 és 2000 között a Panathinaikósz játékosa volt, melynek tagjaként bajnokságot, kupát és szuperkupát nyert. 2000-ben az Ethnikósz Asztéraszban szerepelt. 2001-ben az ÓFI Kréta csapatában fejezte be a pályafutását. 

### A válogatottban
1994-ben 4 alkalommal szerepelt a görög válogatottban és 1 gólt szerzett. Részt vett az 1994-es világbajnokságon.

## Sikerei, díjai
Panathinaikósz
- Görög bajnok (2): 1994–95, 1995–96
- Görög kupagyőztes (1): 1994–95
- Görög szuperkupagyőztes (1): 1994

## Külső hivatkozások
- Aléxisz Alexúdisz adatlapja a National-Football-Teams.com oldalon (angolul)

- Aléxisz Alexúdisz (angol nyelven). FootballDatabase.eu
- Aléxisz Alexúdisz (angol nyelven). eu-football.info
- Aléxisz Alexúdisz (német nyelven). kicker.de
- Aléxisz Alexúdisz adatlapja a worldfootball.net oldalon (angolul)